# Arca (La Coruña)
Arca (también llamada Santa Eulalia de Arca y llamada oficialmente Santaia de Arca) es una parroquia española del municipio de El Pino, en la provincia de La Coruña, Galicia.

## Entidades de población
Entidades de población que forman parte de la parroquia:
- A Iglesia (A Igrexa o A Aldea Grande)
- A Rúa
- Astrar
- Pazos
- Pedrouzo (O Pedrouzo)
- Samil
- San Antón (Santo Antón)
- Santa Irene
- Vilaboa
- Burgo (O Burgo)
- Lameiro (O Lameiro)
- Monte (O Monte)
- Outeiro (O Outeiro)
- Picón (O Picón)

## Demografía
| Gráfica de evolución demográfica de Arca entre 2000 y 2019 |
|                                                            |
| Datos según el nomenclátor publicado por el INE.           |